# Oscar Aguad
Oscar Raúl Aguad (Córdoba, 7 de mayo de 1950) es un abogado y político argentino, ministro de Defensa entre 2017 y 2019, ministro de Comunicaciones entre 2015 y 2017 y diputado nacional entre 2005 y 2015. Previamente desempeñó otros cargos en la administración pública.

## Biografía

### Comienzos
Aguad nació en la capital de la provincia de Córdoba, su familia es de origen sirio, hijo de Hilda Beily y Raúl Aguad, recibido de la Facultad de Derecho estudio jurídico Aguad & Asociados.Fue alumno del Liceo Militar General Paz. Se casó con María Dolores Albarenque en 1976, y tuvieron cinco hijas.
En 1997 funda su estudio de abogados que asesora al gobierno cordobés.
Formó parte del directorio de La Voz del Interior entre 1985 y 1994,
Fue nombrado secretario General de la Municipalidad de Córdoba por el intendente Ramón Mestre en 1983 y secretario de Gobierno en 1989.
Posteriormente ascendido a secretario de gobierno en 1995 por medio de un decreto 1.777 avanzó en la reforma el sistema previsional cordobés con la anulación del 82 por ciento móvil y un recorte de alrededor de 18 por ciento en los haberes. Hubo una avalancha de juicios que llegaron incluso hasta la Corte Suprema de Justicia. 

### Ministro de Asuntos Institucionales de Córdoba (1995-1999)
Cuando Mestre llegó a la gobernación en 1995, lo acompañó como ministro de Asuntos Institucionales y Desarrollo Social. Durante la gestión Mestre-Aguad que decidió reprimir las protestas surgidas ante una serie de impopulares medidas de ajuste que ejecutó la gobernación que incluían el recorte de un 30 por ciento a los salarios de los empleados estatales, eliminación del 82 por ciento móvil correspondiente a los jubilados, cierre de escuelas y hospitales públicos y una  reforma educativa que movilizó a 60 000 cordobeses en las calles. Durante este período fue criticado por ascender a Carlos Yanicelli, condenado luego a prisión perpetua por delitos de lesa humanidad cometidos durante la dictadura.
Era habitual verlo durante los años 90 compartiendo salidas y eventos con Luciano Benjamín Menéndez, también estableció amistad con el jefe de Inteligencia de la Policía provincial durante la dictadura Carlos “Tucán” Yanicelli. Durante el juicio a Yanicelli varios testigos declararon que en los 90 Aguad conocía muy bien el pasado del “Tucán” y lo había protegido, garantizando su continuidad en los altos mandos de la fuerza a pesar de que figuraba en los informes de la CONADEP por sus delitos. Luis Urquiza, un expolicía torturado por negarse a participar de actos ilícitos durante el Proceso denunció que "En la segunda reunión Aguad me pidió que me callara la boca y bajara el perfil que estaba teniendo, que dejara de ir a los medios a denunciar a Yanicelli porque de lo contrario no iba a poder garantizar mi seguridad". Después de la segunda reunión que con Aguad recibió amenazas a diario, Urquiza y su esposa decidieron marcharse a Dinamarca, convirtiéndose en el primer exiliado en democracia. También acusó a Aguad decomplicidad en el juicio realizado contra Jorge Rafael Videla y Luciano Benjamín Menéndez en Córdoba. Finalmente en 2010 Yanicelli, fue condenado a prisión perpetua junto con Jorge Rafael Videla y benjamín Menéndez, entre otros delitos por el fusilamiento de 31 presos políticos en la cárcel de San Martín en 1978.

### Intervención de Corrientes (1999-2001)
En diciembre de 1999, el gobierno nacional de Fernando De la Rúa decide la intervención de la provincia de Corrientes debido a la crisis social e institucional que atravesaba ese distrito. El exgobernador cordobés Ramón Mestre asume como interventor el 20 de diciembre y designa a Aguad como intendente provisional de la capital provincial.  Como interventor de Corrientes en dos años, echó a 10 mil personas y redujo las jubilaciones un 33 por ciento.
Por su mandato como interventor de la ciudad de Corrientes fue procesado en 2009 por el delito de “administración infiel” y fue investigado por la toma de un crédito de 60 millones de dólares del que no se sabe su destino. Según la investigación penal, del Superior Tribunal de Justicia local, la toma del crédito fue indebida porque la Carta Orgánica de la Comuna le prohíbe a los interventores tomar empréstito endeudando al municipio. La jueza de Instrucción 5, Laura Varela, firmó la resolución que declaró "extinguida por prescripción" la causa por los delitos de fraude a la administración pública, administración fraudulenta y abuso de autoridad, al pasar 13 años sin que avanzara el expediente que la magistrada tuvo su juzgado. En mayo de 2014, la Corte Suprema de la Nación se pronunció a favor del cierre de la causa penal al considerar que la misma se hallaba prescripta.
En 2001 Mestre es designado como Ministro del Interior por el presidente, dejando a Aguad como su sucesor en la intervención federal. En octubre de ese año se convoca a elecciones y Ricardo Colombi es elegido como gobernador de la provincia.

### Diputado nacional (2005-2015)
Tras el fallecimiento inesperado de Mestre y el rechazo del exintendente de Córdoba, Rubén Martí para ser el candidato de la UCR (por problemas de salud), Aguad se convirtió en el candidato a gobernador de dicha provincia por la UCR para las elecciones del 2003. Allí salió en segundo lugar con el 37,84 % de los votos, siendo acompañado en la fórmula por Benigno Rins.
También fue candidato a Senador Nacional por córdoba quedando en tercer lugar con el 19,71 % de los votos detrás de Unión por Córdoba 36,08 % y el  Frente Nuevo 28,43 % de los votos.
Fue elegido Diputado Nacional en 2005. En 2007 es designado presidente de la bancada de la UCR y luego Primer Vicepresidente de la Cámara de Diputados
Se presentó y perdió la elección por la gobernación de la Provincia de Córdoba por la Unión Cívica Radical en las elecciones de 2011, luego de ganarle a Dante Rossi en las internas.

### Ministro de Comunicaciones
En diciembre de 2015 fue designado ministro de Comunicaciones, ministerio creado por Mauricio Macri. Días después de asumir nombró a su yerno al frente de la empresa satelital ARSAT. Durante su paso como ministro de comunicaciones se denunció irregularidades en los medios público, la incorporación sin concurso de periodistas militantes del gobierno de Cambiemos a los medios públicos y la incorporación al noticiero de "comisarios políticos" con elevados sueldos para vigilar la tarea de los trabajadores. la decisión de interrumpir la construcción del ARSAT-3 debido a problemas de financiamiento,
En 2019 tras la derrota del gobierno macrista en las elecciones el dueño del Grupo América denunció que Mauricio Macri siendo presidente lo extorsionó para beneficiar al grupo oficialista Clarín. En la entrevista el empresario Daniel Vila denunció también que el ministro del radicalismo Oscar Aguad realizó una maniobra para que devolviera una frecuencia que había ganado en una licitación destinada al 4G para venderla gratuitamente al grupo clarín. Días después Vila realizó una denuncia penal contra Mauricio Macri, Patricia Bullrich y Óscar Aguad Macri mandó a Aguad a meterme una denuncia penal", aseguró el dueño del Grupo América. Acusó al Presidente de "inmiscuirse en el Poder Judicial" tras presionarlo para que le devolviera al Estado una franja de espectro radioeléctrico "porque la tenía comprometida con Clarín".

#### Intervención de la AFSCA

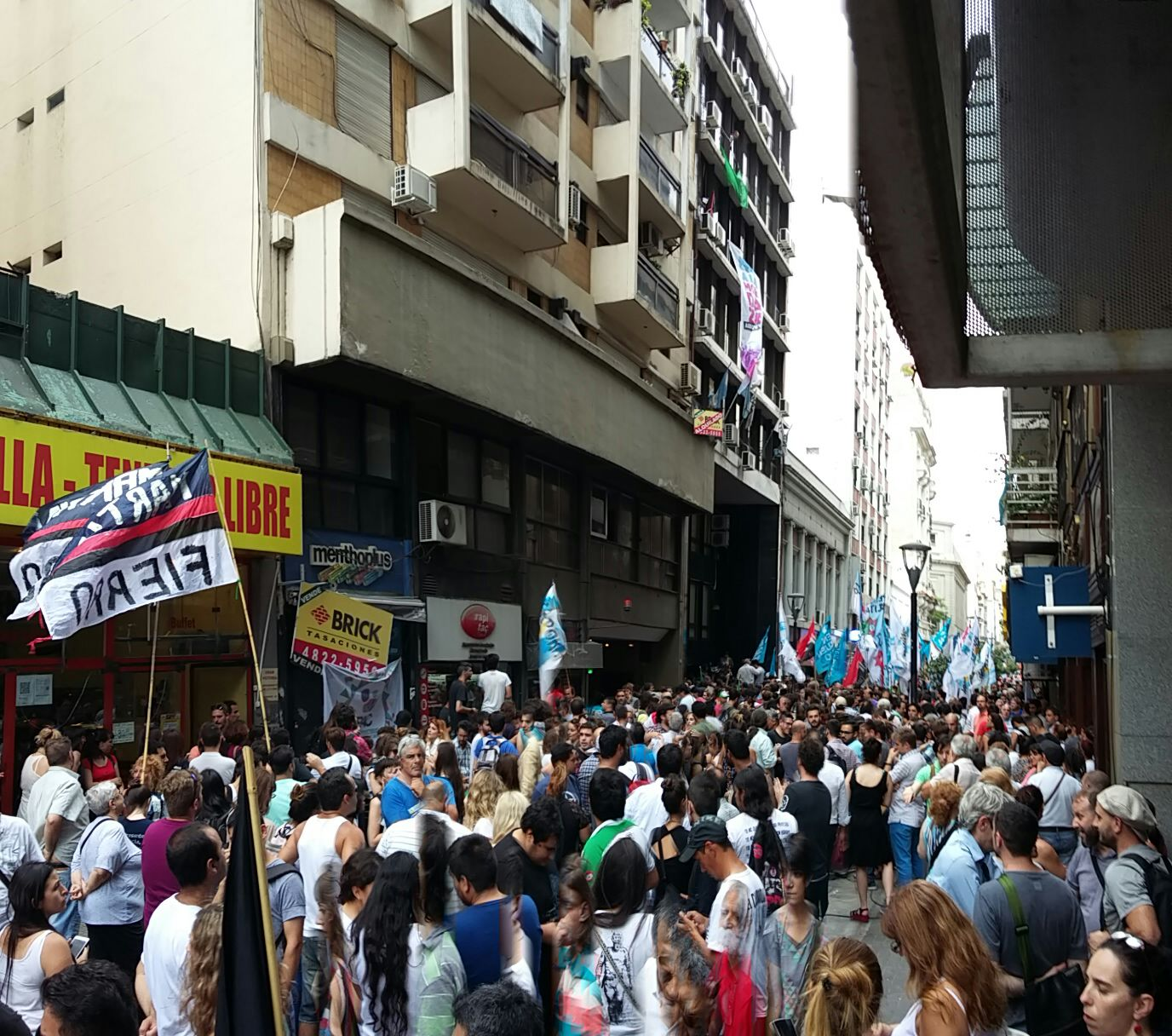
Manifestación contra la intervención de la AFSCA dispuesta por Macri.

En diciembre de 2015 a través de un decreto presidencial, Mauricio Macri, decidió que la AFSCA y la AFTIC pasaran a depender del Ministerio de Comunicación conducido por Aguad, ambos organismos paralelamente serían intervenidos. El DNU iría en contra del texto de la Ley de Servicios de Comunicación Audiovisual.
 Diferentes agrupaciones y sindicatos denuncian que la creación de la nueva cartera atenta contra la independencia de la AFSCA y convocaron a un abrazo simbólico en su defensa.
El 23 de diciembre  Mauricio Macri dispuso intervenir la Autoridad Federal de Servicios de Comunicación Audiovisual (AFSCA). Sabbatella por su parte, con mandato en su cargo hasta 2017, afirmó que el "gobierno fue elegido democráticamente pero tiene actitudes de un gobierno de facto" y presentó ante la justicia un recurso de amparo y un habeas corpus. Pocas horas después de la intervención se reunió en la puerta de la AFSCA una manifestación de ciudadanos para oponerse a la medida.
Una de sus primeras medidas fue designar a su yerno Rodrigo de Loredo al frente de la empresa satelital Arsat pese a no contar con ningún estudio o experiencia en el área. 2015}}</ref>Tras su paso por el ministerio una auditoría de la Oficina Anticorrupción denunció por maniobras irregulares a De Loredo y Oscar Aguad en la administración de los satélites Arsat y negociados con la Televisión Digital Abierta
acusándolos de maniobras irregulares en dicha empresa, que habrían perjudicado el patrimonio del Estado. La denuncia también señala que ARSAT durante la gestión de De Loredo de realizó contrataciones directas a empresas en más de 357 oportunidades. Con un perjuicio por unos 38 millones de dólares a las arcas públicas.
Además de Aguad fueron denunciados su yerno Rodrigo De Loredo, Hermana Lombardi entre otros por diferentes delitos, como "incumplimiento de los deberes de funcionario público, administración infiel y fraude en la administración pública.

#### Fusión de Telecom y Cablevisión
Se puso al frente de la alianza más grande de la historia de las telecomunicaciones en Argentina entre Telecom y Cablevisión, cuestionada por no cumplir con requisitos mínimos de competencia, y fomentar los monopolios, terminando con la Ley de Servicios de Comunicación Audiovisual.

#### Denuncia por acuerdo Gobierno Nacional y el Grupo Macri
Se presentaron tres denuncias contra el ministro por administración fraudulenta, tráfico de influencias y negociaciones incompatibles con la función pública luego de que se conociera que el Estado le condonó una deuda millonaria a una empresa del grupo Macri, que administraba el Correo Argentino controlado por Sideco Americana SA, la cual a su vez es controlada por Socma Americana SA, cuyos accionistas serían integrantes de la familia del Presidente de la Nación
Según calculó la fiscal Gabriela Boquín la deuda implicaría un perjuicio de más de 70 mil millones de pesos para el Estado. Finalmente fue imputado junto con el director de Asuntos Jurídicos del Ministerio de Comunicaciones, Juan Mocoroa,,la justicia determino que debe abrirse una investigación criminal al observar un perjuicio patrimonial multimillonario en las arcas del Estado y en el patrimonio de los acreedores minoritarios

### Ministro de Defensa

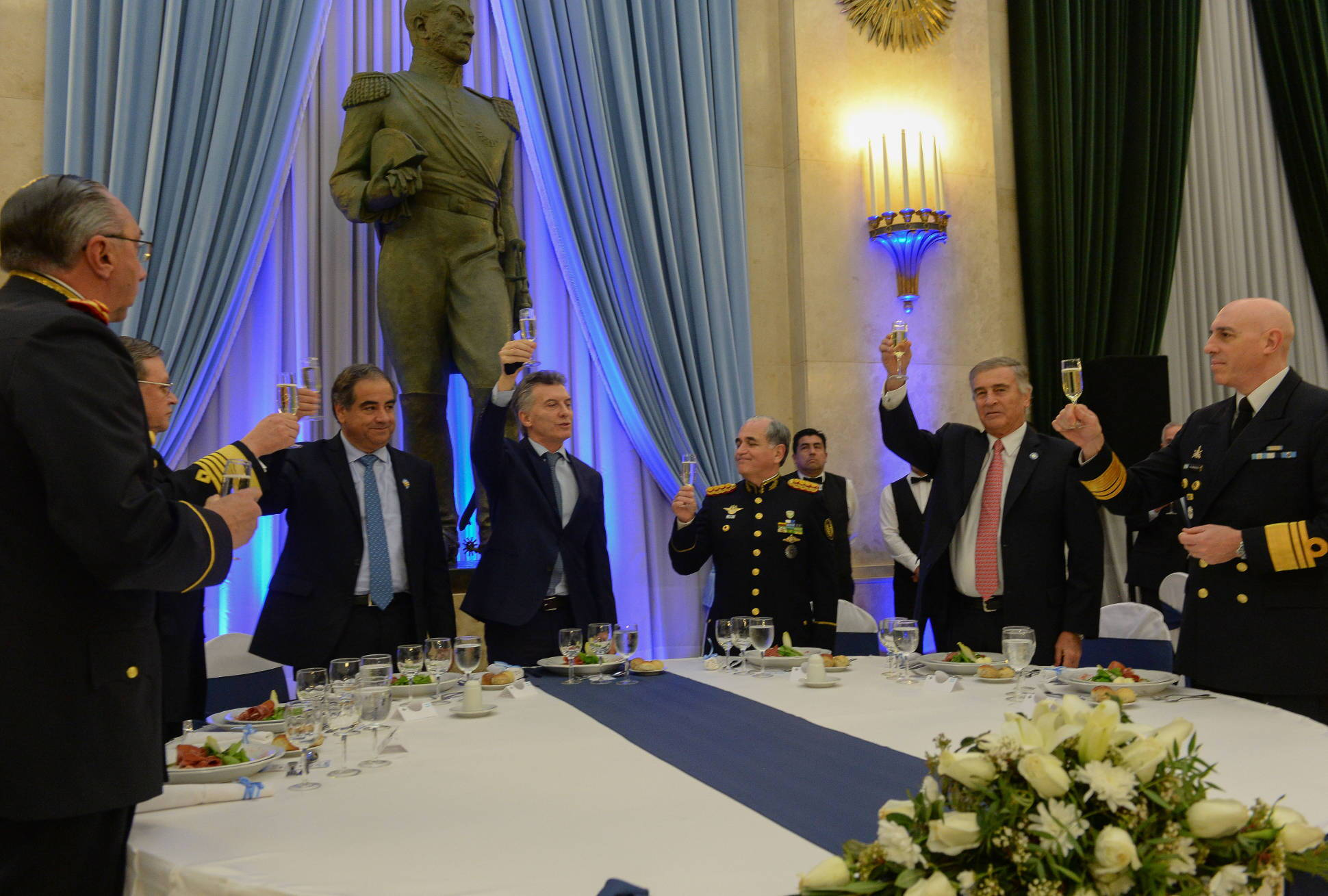
Cena de Camaradería de las Fuerzas Armadas de 2017. De Izquierda a derecha: Diego Suñer, Enrique Amrein, Julio Martínez, Mauricio Macri, Bari del Valle Sosa, Oscar Aguad y Miguel Ángel Máscolo.

El 17 de julio de 2017 asumió la titularidad del Ministerio de Defensa. Reemplazó al político radical Julio Martínez. Una de sus primeras medidas fue dar de baja diferentes convenios del Proyecto Vagones de Fabricaciones Militares; la suspensión de la continuidad del convenio con INVAP para la fabricación de radares; la suspensión de la continuidad de convenio con YCRT para la fabricación de arcos para galerías y tubos de aireación para la ventilación; con la baja de esos contratos se da una inminente caída de facturación de 515 millones de pesos y una pérdida de cerca de 700 puestos de trabajo. En 2018 oficializó el gasto de 15 millones en cinco aviones Dassault-Breguet Super Étendard franceses considerados chatarra. De acuerdo al “Arreglo Técnico” firmado por el ministro de Defensa Aguad y la ministra de Defensa francesa, el monto de esta operación comercial es de 15 millones de dólares, los franceses se ocuparon de especificar  que las aeronaves “no están en condiciones de vuelo“ en el artículo dos, donde además solicitan que Argentina reconozca que “en el momento de la entrega, estas aeronaves no están en condiciones de vuelo” y que a partir de la fecha de transferencia de propiedad Argentina “reconoce estar plenamente informada por la Parte francesa de que los Materiales transferidos requieren precauciones especiales de uso y mantenimiento se compromete a asumir las eventuales consecuencias perjudiciales derivadas de la posesión de estos materiales y de su utilización por parte del personal militar, civil o de terceros y renuncia a cualquier acción o procedimiento judicial contra la Parte francesa respecto a cualquier defecto o vicio oculto de los Materiales transferidos por el estado en el que se encuentran“.

#### Desaparición del submarino ARASan Juan
El 15 de noviembre de 2017 a las 7:30 (hora local) el ARA San Juan desapareció en aguas del Mar Argentino con 44 tripulantes a bordo en un viaje de regreso a su apostadero en la Base Naval Mar del Plata. Su última ubicación se reportó a 240 nmi (432 km) de la costa, en el golfo San Jorge. El hecho trascendió a la prensa a la noche del día siguiente y fue informado oficialmente dos días después, mediante un comunicado oficial de la Armada Argentina. Durante su gestión se produjo la renuncia de 362  oficiales en la fuerza aérea, desde el grado de alférez hasta vicecomodoro, y se produjo especialmente en la franja netamente operativa, con la deserción de 236 tenientes primeros y 73 capitanes debido a los bajos salarios.
El ministro y la fuerza militar quedaron en el foco de las críticas por el manejo de la información y el operativo de rescate. Aguad lanzó un mensaje muy desafortunado en las redes sociales, en donde brindó información falsa del caso lo que generó el enojo de los familiares de los tripulantes.
En mayo de 2018 se dio a conocer el informe de una auditoría de la Armada que reveló que el ARA San Juan al partir tenía serias deficiencias en las provisiones de alimentos de emergencia, falta de filtros de aire y dispositivos de oxígeno de emergencia escasos. De acuerdo con la auditoría «el 95 % de los filtros de aire, que evitan la contaminación por hidróxido de carbono, estaban fuera de la fecha de vencimiento. Además de llevar casi 600 menos de los previstos por el fabricante alemán». Asimismo el submarino llevaba sólo 24 dispositivos de oxígeno de emergencia, cuando el fabricante del submarino estipula 100. Además las raciones de alimentos de emergencia alcanzaban sólo para 34 tripulantes y de ellos el 60 % estaban vencidos desde agosto del año 2016 y el 40 % restante vencieron en abril de 2017. El 30 de noviembre de 2017, Aguad  resuelve cesar con el protocolo de búsqueda y rescate.En abril de 2018, un informe del Laboratorio de Seguridad en las Comunicaciones de la Universidad Tecnológica Nacional (UTN) confirmó el espionaje a familiares. También confirmó que el celular de la mujer de un tripulante del submarino ARA San Juan estaba “intervenido” por una computadora especializada en interceptación de celulares.
En septiembre de 2018, a casi un año de la desaparición del submarino, se contrató a la empresa Ocean Infinity que mediante el buque Seabed Constructor, reinició la búsqueda de restos del sumergible, hallándolo el 17 de noviembre de ese mismo año.
En una entrevista radial realizada el 17 de mayo de 2019 declaró que la causa del naufragio fue la «falta de adiestramiento y renovación de capacidades» de los tripulantes del submarino. Culpó también a «los que estaban afuera», haciendo referencia a los altos mandos de la Armada.
El 18 de julio de 2019 la Comisión Bicameral Investigadora de la Desaparición del Submarino ARA San Juan presentó su informe final, concluyendo que "hubo una clara responsabilidad política y administrativa" del gobierno Mauricio Macri, especialmente del ministro de Defensa Oscar Aguad y de sus funcionarios más cercanos, tanto en los aspectos operativos y presupuestarios, como en la ocultación de información y el "desamparo" a los familiares. Descarta asimismo que la reparación de media vida pudiera haber sido la causa de la pérdida del submarino o que el mismo pudiera haber sido atacado o embestido por otra nave. Finalmente Aguad fue denunciado por los familiares de los marinos  por incumplimiento de los deberes de funcionario público, abandono de persona, encubrimiento agravado y traición a la patria.

## Elecciones

#### Elecciones Gobernador de Córdoba 2003
| Fórmula                | Fórmula               | Partido                       | Partido                                | Partido                        | Votos     | %     |
| Gobernador             | Vicegobernador        | Partido                       | Partido                                | Partido                        | Votos     | %     |
| ---------------------- | --------------------- | ----------------------------- | -------------------------------------- | ------------------------------ | --------- | ----- |
| José Manuel de la Sota | Juan Schiaretti       |                               |                                        | Partido Justicialista          | 436.266   | 27,58 |
| José Manuel de la Sota | Juan Schiaretti       |                               | Acción para el Cambio                  | 90.156                         | 5,70      |       |
| José Manuel de la Sota | Juan Schiaretti       |                               | Acción Popular                         | 80.394                         | 5,08      |       |
| José Manuel de la Sota | Juan Schiaretti       |                               | Acción por la República                | 53.685                         | 3,39      |       |
| José Manuel de la Sota | Juan Schiaretti       |                               | Frente Federal de Córdoba              | 49.284                         | 3,13      |       |
| José Manuel de la Sota | Juan Schiaretti       |                               | Movimiento de Acción Vecinal           | 42.132                         | 2,66      |       |
| José Manuel de la Sota | Juan Schiaretti       |                               | Partido Demócrata Liberal              | 34.585                         | 2,19      |       |
| José Manuel de la Sota | Juan Schiaretti       |                               | Partido Demócrata Cristiano            | 33.399                         | 2,11      |       |
| José Manuel de la Sota | Juan Schiaretti       | Total de la Sota - Schiaretti | Total de la Sota - Schiaretti          | Total de la Sota - Schiaretti  | 819.901   | 51,84 |
| Oscar Aguad            | Benigno Rins          |                               |                                        | Unión Cívica Radical           | 455.974   | 28,83 |
| Oscar Aguad            | Benigno Rins          |                               | Movimiento Popular Cordobés            | 56.256                         | 3,56      |       |
| Oscar Aguad            | Benigno Rins          |                               | Movimiento de Integración y Desarrollo | 35.754                         | 2,26      |       |
| Oscar Aguad            | Benigno Rins          |                               | Unión Vecinal Federal                  | 31.960                         | 2,02      |       |
| Oscar Aguad            | Benigno Rins          |                               | Nuevo Partido de Acción Solidaria      | 8.986                          | 0,57      |       |
| Oscar Aguad            | Benigno Rins          | Total Aguad - Rins            | Total Aguad - Rins                     | Total Aguad - Rins             | 588.930   | 37,23 |
| Liliana Olivero        | Pablo Álvarez         |                               | Izquierda Unida                        | Izquierda Unida                | 50.340    | 3,18  |
| Oscar Félix González   | Rodrigo Agrelo        |                               |                                        | Unión del Centro Democrático   | 17.848    | 1,13  |
| Oscar Félix González   | Rodrigo Agrelo        |                               | Movimiento de Unidad Vecinalista       | 11.985                         | 0,76      |       |
| Oscar Félix González   | Rodrigo Agrelo        |                               | Nuevo País                             | 10.208                         | 0,65      |       |
| Oscar Félix González   | Rodrigo Agrelo        | Total González - Agrelo       | Total González - Agrelo                | Total González - Agrelo        | 40.041    | 2,53  |
| Eduardo García         | Carlos Vicente        |                               |                                        | Partido Socialista Democrático | 11.268    | 0,71  |
| Eduardo García         | Carlos Vicente        |                               | Partido Socialista Popular             | 10.128                         | 0,64      |       |
| Eduardo García         | Carlos Vicente        | Total García - Vicente        | Total García - Vicente                 | Total García - Vicente         | 21.396    | 1,35  |
| Juan José Giesenow     | Perla Ceballos        |                               | Partido Intransigente                  | Partido Intransigente          | 17.304    | 1,09  |
| Horacio Obregón Cano   | Fernando Boldú        |                               | Nuevo Movimiento                       | Nuevo Movimiento               | 16.901    | 1,07  |
| Emma Ignazi            | Carlos Menéndez       |                               | Partido Humanista                      | Partido Humanista              | 14.822    | 0,94  |
| Eduardo Salas          | Carlos Moreno         |                               | Partido Obrero                         | Partido Obrero                 | 12.055    | 0,76  |
| Votos positivos        | Votos positivos       | Votos positivos               | Votos positivos                        | Votos positivos                | 1.581.690 | 95,62 |
| Votos en blanco        | Votos en blanco       | Votos en blanco               | Votos en blanco                        | Votos en blanco                | 44.441    | 2,69  |
| Votos nulos            | Votos nulos           | Votos nulos                   | Votos nulos                            | Votos nulos                    | 28.094    | 1,70  |
| Participación          | Participación         | Participación                 | Participación                          | Participación                  | 1.654.225 | 73,94 |
| Electores registrados  | Electores registrados | Electores registrados         | Electores registrados                  | Electores registrados          | 2.237.167 | 100   |
| Fuente:                |                       |                               |                                        |                                |           |       |

#### Elecciones Gobernador de Córdoba 2011
| Fórmula                  | Fórmula               | Partido               | Partido                                    | Votos     | %     |
| Gobernador               | Vicegobernador        | Partido               | Partido                                    | Votos     | %     |
| ------------------------ | --------------------- | --------------------- | ------------------------------------------ | --------- | ----- |
| José Manuel de la Sota   | Alicia Pregno         |                       | Unión por Córdoba                          | 766.445   | 42,60 |
| Luis Juez                | Marcelino Gatica      |                       | Frente Cívico                              | 532.281   | 29,58 |
| Oscar Aguad              | Néstor Roulet         |                       | Unión Cívica Radical                       | 412.140   | 22,91 |
| Eduardo Salas            | Carlos Báez           |                       | Frente de Izquierda y de los Trabajadores  | 25.313    | 1,41  |
| Eduardo Fernández        | Graciela Treber       |                       | Nuevo Encuentro                            | 16.805    | 0,93  |
| Griselda Baldata         | Hugo Naselo           |                       | Coalición Cívica ARI                       | 10.330    | 0,57  |
| Jorge Agüero "El Mesías" | Héctor Crespo         |                       | Partido Concentración Popular              | 7.891     | 0,44  |
| Francisco Delich         | María Funes           |                       | Concertación Vecinal Es Posible            | 6.747     | 0,37  |
| Eduardo González Olguín  | Elvio Alberione       |                       | Frente Unidad Popular y Humanista          | 6.392     | 0,36  |
| María Villena            | Fabiola Figueroa      |                       | Partido del Campo Popular                  | 5.065     | 0,28  |
| Enrique Sella            | Jorge Luis Romero     |                       | Política Abierta para la Integridad Social | 5.061     | 0,28  |
| Miguel Rumie Vittar      | Eugenio Beccari       |                       | Partido Intransigente                      | 4.829     | 0,27  |
| Votos positivos          | Votos positivos       | Votos positivos       | Votos positivos                            | 1.799.299 | 95,00 |
| Votos en blanco          | Votos en blanco       | Votos en blanco       | Votos en blanco                            | 50.029    | 2,64  |
| Votos nulos              | Votos nulos           | Votos nulos           | Votos nulos                                | 44.738    | 2,36  |
| Participación            | Participación         | Participación         | Participación                              | 1.894.066 | 75,95 |
| Electores registrados    | Electores registrados | Electores registrados | Electores registrados                      | 2.493.687 | 100   |
| Fuente:                  |                       |                       |                                            |           |       |

#### Elecciones Gobernador de Córdoba 2015
| Fórmula               | Fórmula               | Partido               | Partido                                                  | Votos     | %     |
| Gobernador            | Vicegobernador        | Partido               | Partido                                                  | Votos     | %     |
| --------------------- | --------------------- | --------------------- | -------------------------------------------------------- | --------- | ----- |
| Juan Schiaretti       | Martín Llaryora       |                       | Unión por Córdoba                                        | 745.240   | 39,99 |
| Oscar Aguad           | Héctor Baldassi       |                       | Juntos por Córdoba                                       | 628.806   | 33,74 |
| Eduardo Accastello    | Cacho Buenaventura    |                       | Córdoba Podemos                                          | 319.942   | 17,17 |
| Liliana Olivero       | Hernán Puddu          |                       | Frente de Izquierda y de los Trabajadores                | 91.287    | 4,89  |
| Eduardo Mulhall       | Anita Páez            |                       | Movimiento al Socialismo                                 | 26.626    | 1,32  |
| Raúl Gómez            | Sofía Gatica          |                       | MST-Nueva Izquierda                                      | 26.333    | 1,31  |
| Roberto Birri         | Carlos Altamirano     |                       | Frente Progresista y Popular (PS - GEN - MLS - UP - PTP) | 25.121    | 1,25  |
| Votos positivos       | Votos positivos       | Votos positivos       | Votos positivos                                          | 1.863.355 | 92,74 |
| Votos en blanco       | Votos en blanco       | Votos en blanco       | Votos en blanco                                          | 77.873    | 3,87  |
| Votos nulos           | Votos nulos           | Votos nulos           | Votos nulos                                              | 67.902    | 3,37  |
| Participación         | Participación         | Participación         | Participación                                            | 2.009.130 | 74,97 |
| Abstenciones          | Abstenciones          | Abstenciones          | Abstenciones                                             | 670.753   | 25,03 |
| Electores registrados | Electores registrados | Electores registrados | Electores registrados                                    | 2.679.883 | 100   |
| Fuente:               |                       |                       |                                                          |           |       |

## Obras
- Desarrollo o pobreza (Buenos Aires, Congreso de la Nación, 2010)[72]